# Federico Costa (remero)
Federico Costa fue un deportista italiano que compitió en remo. Ganó dos medallas en el Campeonato Europeo de Remo, plata en 1894 y bronce en 1895.

## Palmarés internacional
| Campeonato Europeo | Campeonato Europeo | Campeonato Europeo | Campeonato Europeo |
| Año                | Lugar              | Medalla            | Prueba             |
| ------------------ | ------------------ | ------------------ | ------------------ |
| 1894               | Mâcon (Francia)    | Medalla de plata   | Dos con timonel    |
| 1895               | Ostende (Bélgica)  | Medalla de bronce  | Dos con timonel    |